# Eurya pullenii
Eurya pullenii är en tvåhjärtbladig växtart som beskrevs av Hoogl. Eurya pullenii ingår i släktet Eurya och familjen Pentaphylacaceae. Inga underarter finns listade i Catalogue of Life.